# Spilarctia hypogopa
Spilarctia hypogopa là một loài bướm đêm thuộc phân họ Arctiinae, họ Erebidae.